# Rousseletia corniculata
Rousseletia corniculata is een raderdiertjessoort uit de familie Notommatidae. De wetenschappelijke naam van deze soort is voor het eerst geldig gepubliceerd in 1913 door Harring.